# Janville (Eure-et-Loir)
Janville ist eine Ortschaft und eine ehemalige französische Gemeinde mit 1.854 Einwohnern (Stand: 1. Januar 2022) im Département Eure-et-Loir in der Region Centre-Val de Loire. Sie gehörte zum Arrondissement Chartres und zum Kanton Voves.
Mit Wirkung vom 1. Januar 2019 wurden die früher selbstständigen Gemeinden Janville, Allaines-Mervilliers und Le Puiset zur Commune nouvelle Janville-en-Beauce zusammengeschlossen und haben in der neuen Gemeinde den Status einer Commune déléguée. Der Verwaltungssitz befindet sich im Ort Janville.

## Geographie
Janville liegt 33 Kilometer nördlich von Orléans. Umgeben wird Janville von den Nachbarorten Le Puiset im Nordwesten und Norden, Oinville-Saint-Liphard im Norden und Nordosten, Toury im Osten, Poinville im Süden sowie Allaines-Mervilliers im Westen.

## Bevölkerungsentwicklung
| Jahr                       | 1962 | 1968 | 1975 | 1982 | 1990 | 1999 | 2006 | 2017 |
| Einwohner                  | 1339 | 1533 | 1542 | 1672 | 1747 | 1697 | 1778 | 1835 |
| Quellen: Cassini und INSEE |      |      |      |      |      |      |      |      |

## Sehenswürdigkeiten
- Kirche Saint-Étienne aus dem 13. Jahrhundert, Umbauten aus dem 19. Jahrhundert, Monument historique seit 1934
- Kapelle Sainte-Trinité aus dem 13. Jahrhundert
- Altes Schloss

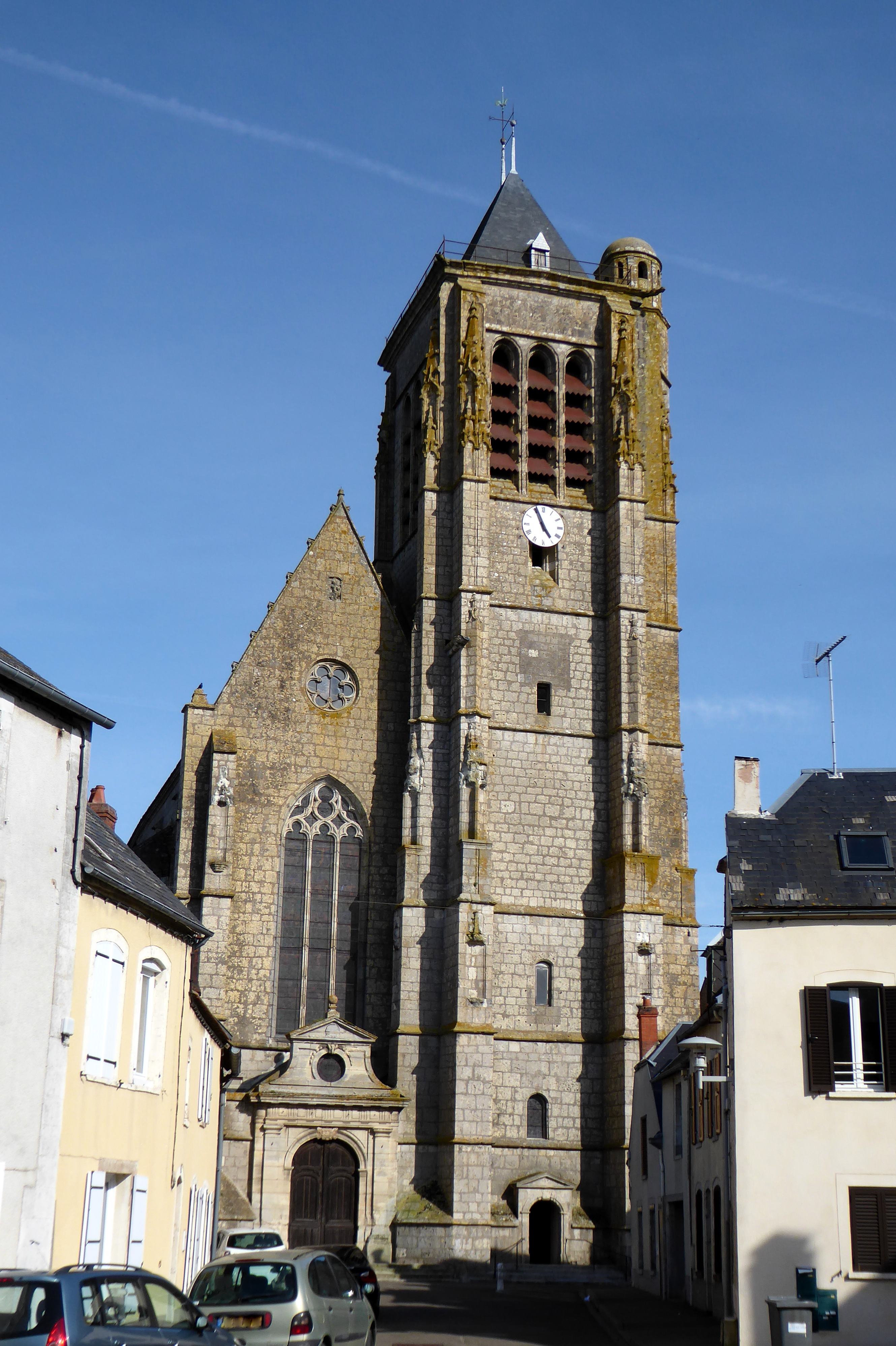
Kirche Saint-Étienne
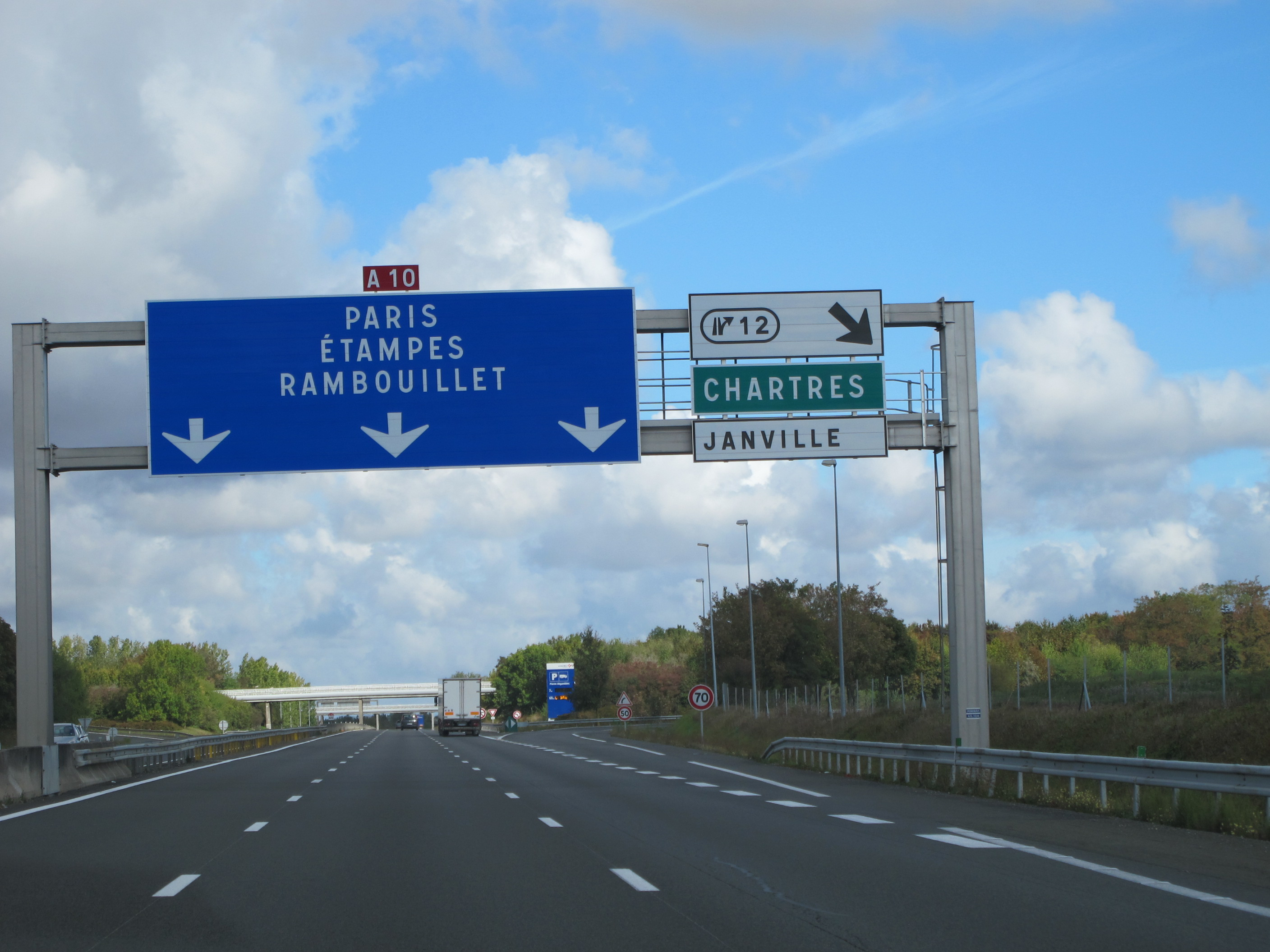
Ausfahrt Janville von der Autoroute A10
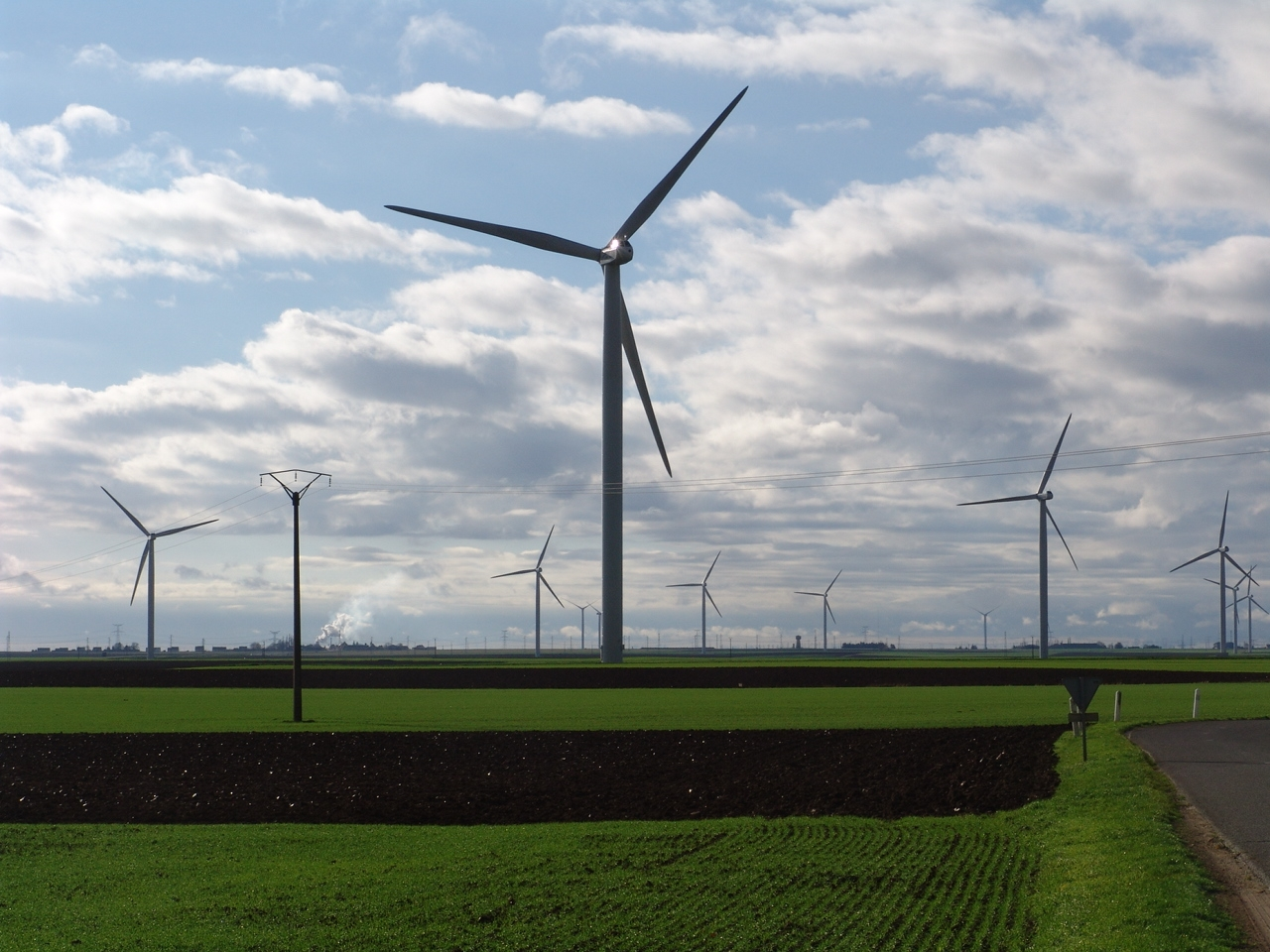
Windpark Janville

## Persönlichkeiten
- Charles-Pierre Colardeau (1732–1776), Schriftsteller
- Maurice Viollette (1870–1960), Politiker und Minister